# GMM
GMM, viết tắt của Generalized Method of Moments, là tên chung của một họ phương pháp hồi quy/ước lượng (estimation) để xác định các thông số của mô hình thống kê hoặc mô hình kinh tế lượng. GMM được sử dụng để tìm/dự tính các thông số của mô hình parametric và non-parametric.
GMM được phát triển bởi Lars Peter Hansen năm 1982 từ việc tổng quát hóa phương pháp hồi quy theo moments.
GMM được sử dụng nhiều cho dự liệu mảng (panel data), đặc biệt khi T nhỏ hơn N nhiều lần, hoặc dữ liệu không đồng nhất.